# Monroe (glasbena skupina)
Monroe je bila vokalno-instrumentalna zasedba delujoča v devetdesetih letih 20. stoletja (1991-1997), igrali so pop.

## Zasedba
- Janko Teran - kitara
- Franci Boltežar - bobni
- Robert Podlogar - klaviature
- Roman Snedec - bas kitara
- Milan Pelzel - Mišo - vokal
- Boris Štojs - bas kitara (dve leti zamenjava za Romana Snedca)
- Janez Ogris - kitara (kitarist skupine Napoleon, zamenjava za Janka Terana)
- Damjan Tomažin - bobni (bobnar skupine Pop Design, zamenjava za Francija Boltežarja)

Najbolj znana njihova uspešnica je Jaz potrebujem več, priredba uspešnice skupine Bellamy Brothers. Posneli so dve kaseti in eno zgoščenko. Igrali pa so vse zvrsti. Predvsem slovenske in angleške zimzelene skladbe do narodno zabavne glasbe, poleg tega pa seveda avtorske komade.
Prvi pesmi skupine sta bili posvečeni takrat novorojeni republiki Sloveniji Ne reci, da te sanjam in Nje ne dam, posneti v studiu Činč.
Robert Podlogar, Roman Snedec in Milan Pelzel - Mišo so leta 2003 ustanovili manjšo zasedbo, ki je nekaj let nadaljevala zgodbo pod imenom Monroe Band. Avtor večine pesmi in ustanovitelj skupine Milan Pelzel - Mišo je zaradi nenadne možganske krvavitve umrl 22. februarja 2010.
V originalni zasedbi so se ponovno zbrali v decembru 2007 za oddajo Na zdravje RTV Slovenija.
Po 15. letih so se v originalni zasedbi znova zbrali 3. decembra 2023 na koncertu Moč glasbe nas združuje v Benediktu. Pokojnega Mišota je za ta nastop nadomestil njegov brat Dolf.

## Diskografija
- Spomin na njo (kaseta, 1994, Mandarina)
- Z ljubeznijo (kaseta, 1995, Mandarina)
- Spomini (CD z vsebino prvih dveh kaset, 1995 Mandarina)